# Лидер (оператор денежных переводов)
Платежная система «Лидер» — бывшая российская компания. Полное наименование — Небанковская кредитная организация акционерное общество "ЛИДЕР" (International Money Transfers System Leader). Штаб-квартира компании расположена в городе Москве. В апреле 2018 года ЦБ отозвал лицензию компании.

## История
Платежная система «Международные денежные переводы Лидер» (International Money Transfers System Leader) создана в 2003 году. Компания представляла услуги по денежным переводам без открытия счета для физических лиц, а также прием платежей в адрес компаний , оказывающих услуги населению в России и странах СНГ.
Платежная система «Лидер» работала в 132 странах мира обслуживания..

## Деятельность
Организатором Системы «Лидер» является небанковская кредитная организация закрытое акционерное общество «Лидер» (НКО ЗАО «Лидер»; Москва, Россия.
Оборот системы «Лидер» в 2011 году составил 2,3 млрд долларов США. С «Лидером» работали более 500 деловых партнеров в различных государствах (банки, финансовые компании, операторы мобильной связи, страховые и туристические компании, бюджетные организации).
В октябре 2016 года система была внесена в санкционный список Украины. Её деятельность на территории Украины была запрещена.